# Willem III van Gulik (graaf)
Willem III van Gulik (-Damiette, 1218) was een zoon van Everhard van Hengenbach en Judith van Gulik, dochter en erfgename van graaf Willem I van Gulik.
Willem werd door zijn oom Willem II van Gulik aangeduid als erfgenaam en volgde hem als graaf op in 1207. In 1214 zette hij hertog Lodewijk I van Beieren gevangen, toen die tegen Gulik ten strijde wilde trekken. Hij nam deel aan de Vijfde Kruistocht tegen Egypte, maar sneuvelde in Damiette.
Willem was getrouwd met Mathilde, dochter van hertog Walram III van Limburg, en was vader van:
- Willem (-1278)
- Walram, heer van Broich en Bergheim, gehuwd met Mechtildis van Molenark, dochter van graaf Koenraad van Molenark[1]
- Diederik